# Erodium carvifolium
Erodium carvifolium (лат.) — вид цветковых растений рода Аистник (Erodium) семейства Гераниевые (Geraniaceae). Впервые описан ботаниками Пьером Эдмоном Буассье и Жоржем Франсуа Рете в 1842 году.

## Распространение и среда обитания
Эндемик Испании, известный из северо-западной и центральной частей страны.
Растёт на горных пастбищах на высоте более 1300 м, на песчаных, каменистых и кислых почвах.

## Ботаническое описание
Травянистое растение с плотным одревесневающим корневищем.
Листья перисто-рассечённые, конечные дольки линейно-ланцетовидной формы.
Цветки фиолетовые, слабо зигоморфные с неравными лепестками: два верхних с полосчато-пятнистым рисунком в нижней половине, собраны в соцветие по 5—8.
Цветёт в июне и июле.
Число хромосом — 2n=40.

## Природоохранная ситуация
Находится под особым наблюдением (статус «D») в испанском регионе Эстремадура; опасения там вызывает выпас скота.